# 524年
| 千纪： | 1千纪                                                                                              |
| 世纪： | 5世纪 \| 6世纪 \| 7世纪                                                                            |
| 年代： | 490年代 \| 500年代 \| 510年代 \| 520年代 \| 530年代 \| 540年代 \| 550年代                          |
| 年份： | 519年 \| 520年 \| 521年 \| 522年 \| 523年 \| 524年 \| 525年 \| 526年 \| 527年 \| 528年 \| 529年    |
| 纪年： | 甲辰年（龙年）；南朝梁普通五年；北魏正光五年；高昌义熙十五年；破六韓拔陵真王元年；莫折念生天建元年 |

## 大事记
- 六镇之乱
- 關隴起義，北魏秦州人薛珍殺刺史李彥，推舉羌人莫折大提為帥，莫折大提自稱秦王。南秦州人張長命等人殺刺史崔游，響應莫折大提。同年六月，莫折大提卒，其子莫折念生繼任，自稱天子，置百官，年號天建。
- 北魏六鎮領導破六韓拔陵發動起義，建立政權，改元真王。

## 逝世
- 莫折大提，北魏時秦州羌族起事領袖。